# Seznam francoskih vladarjev
Seznam francoskih kraljev zajema kralje in cesarje, ki so vladali Franciji od srednjega veka do leta 1848.
Večina srednjeveških zgodovinarjev trdi, da se je Francija začela šele z nastopom dinastije Kapetingov leta 987 ali vsaj z nastankom zahodnofrankovskega kraljestva z verdunsko pogodbo leta 843. Po drugi strani se za prve francoske kralje šteje Merovinge, katerih frankovsko kraljestvo je ustanovil Klodvik I. v petem stoletju (486). Merovingi so vladali do osmega stoletja. 
Glede na sodobne smernice se ta seznam začne leta 843 s Karlom Plešastim in zahodnofrankovskim kraljestvom, ki se je razvilo v današnjo Francijo. Kralji pred tem so navedeni v seznamu frankovskih kraljev.
Po revoluciji leta 1830 se je naziv kraljev iz kralj Francije spremenil v kralj Francozov, ker naj bi bila monarhija povezana z ljudstvom in ne z ozemljem.
Imena regentov so vključena zaradi praktičnih razlogov, čeprav formalno niso bili kralji. Karel Veliki (768-814) se običajno šteje kot Karel I., njegov sin Ludvik Pobožni pa kot Ludvik I.
Poleg spodaj naštetih kraljev so si tudi angleški kralji lastili naziv kralj Francije med letoma 1422 in 1801. Na začetku je imelo to nekaj pravnih osnov, Henrika VI. Angleškega je Karel VI. Francoski postavil za dediča francoskega prestola pod pogoji pogodbe iz Troyesa. Večina severne Francije je bila do leta 1435 v rokah Angležev. Čeprav so jih kasneje pregnali, so si nekateri angleški kralji lastili naziv kralj Francije do leta 1801, ko je bilo ustanovljeno Združeno kraljestvo Velike Britanije in Irske.

## Frankovski kralji (843–987)

### Karolinška dinastija (843–887)
Karolingi so bili frankovska plemiška družina s poreklom iz klanov Arnulfingov in Pipinidov iz 7. stoletja našega štetja. Družina je svojo moč utrdila v 8. stoletju, ko sta položaja majordoma in duxa et princepsa Francorum postala dedna. Karolingi so s tem postali najvišja oblast za merovinškimi kralji. Dinastija je dobila ime po Karlu Martelu, enem od dvornih majordomov, čigar sin Pipin Mali je leta 751 vrgel Merovinge s prestola in bil s soglasjem papeštva in aristokracije okronan za kralja Frankov. Pod Karlom Velikim (vladal 768–814) se je Frankovsko kraljestvo razširilo globoko v Srednjo Evropo ter osvojilo Italijo in večino sodobne Nemčije. Papež je Karla Velikega okronal tudi za "cesarja Rimljanov". Naslov so sčasoma prevzeli nemški vladarji Svetega rimskega cesarstva. 
Karla Velikega je nasledil njegov sin Ludvik Pobožni (vladal 814–840), ki je sčasoma razdelil kraljestvo med svoje sinove. Njegovi smrti je sledila tri leta trajajoča državljanska vojna, ki se je končala z Verdunsko pogodbo, ki je Frankovsko razdelila na tri kraljestva, od katerih je bilo Srednjefrankovsko kratkotrajno. Moderna Francija se je razvila iz Zahodne Frankovske, medtem ko je Vzhodna Frankovska postala Sveto rimsko cesarstvo in kasneje Nemčija. V tem času sta vzhodni in zahodni del države že razvila različna jezika in kulturi. 
| Portret | Ime             | Vladanje                            | Nasledstvo                                                                                    | Podrobnosti |
| ------- | --------------- | ----------------------------------- | --------------------------------------------------------------------------------------------- | --- |
|         | Karel Plešasti  | ok. 10. avgust 843 – 6. oktober 877 | Sin Ludvika Pobožnega in vnuk Karla Velikega. Priznan za kralja po podpisu Verdunske pogodbe. | * 13. junij 823, † 6. oktober 877. Od leta 838 kralj Akvitanije. Za božič 875 kronan za cesarja Rimljanov. Umrl naravne smrti |
|         | Ludvik Jecljavi | 6. oktober 877 – 10.april 879       | Sin Karla Plešastega.                                                                         | * 1. november 846, † 10. april 879. Od leta 867 kralj Akvitanije. Umrl naravne smrti. |
|         | Ludvik III.     | 10. april 879 – 5. avgust 882       | Sin Ludvika Jecljavega.                                                                       | * 863, † 5. avgust 882 (aged 19) Vladal na severu. Umrl, ko je med jezdenjem z glavo udaril v preklado. |
|         | Karlman II.     | 10. april 879 – 6. december 884.    | Sin Ludvika Jecljavega.                                                                       | * 866, † 6. december 884Vladal na jugu. umrl, potem ko ga je pomotoma zabodel njegov služabnik. |
|         | Karel Debeli    | 12. december 884 – 11. november 887 | Sin Ludvika II. Nemškega, kralja Vzhodne Frankovske, in vnuk Ludvika Pobožnega.               | * 839 – † 13. januar 888 Od leta 876 kralj Vzhodne Frankovske. Za cesarja Svetega rimskega cesarstva kronan leta 881. Zadnji vladar, ki je vladal na celem frankovskem ozemlju. Plemstvo ga je odstavilo, kasneje pa je umrl naravne smrti. |

### Robertinska dinastija (888–898)
| Portret | Ime                | Vladanje                        | Nasledstvo | Podrobnosti                                                                |
| ------- | ------------------ | ------------------------------- | --- | -------------------------------------------------------------------------- |
|         | Odo Eudes ali Odon | 29. februar 888 – 3. januar 898 | Sin Roberta Močnega. Za kralja so ga izvolili plemiči po odstaviti Francoski plemiči so ga po odstavitvi Karla Debelega. Sprva sta mu nasprotovala Gvido III. Spoletski in Ranulf II. Akvitanski. | * ok. 858, † 3. januar 898 Obranil Pariz pred Vikingi. Umrl naravne smrti. |

### Karolinška dinastija (898–922)
| Portret | Ime             | Vladanje                      | Nasledstvo                                                                                                | Podrobnosti |
| ------- | --------------- | ----------------------------- | --- | --- |
|         | Karel Preprosti | 3. januar 898 – 29. junij 922 | Karel je bil posmrtni sin Ludvika Jecljavega in bil razglašen za kralja januarja 893 kot Odov nasprotnik. | * 17. september 879, † 7. oktober 929 Robertovi sledilci so ga odstavili. Kasneje ga je Herbert II., grof Vermandoisa, aretiral. V ujetništvu je umrl. |

### Robertinska dinastija (922–923)
| Portret | Ime       | Vladanje                     | Nasledstvo                                      | Podrobnosti |
| ------- | --------- | ---------------------------- | ----------------------------------------------- | --- |
|         | Robert I. | 29. junij 922– 15. junij 923 | Bil je sin Roberta Močnega in Odov mlajši brat. | * 865, † 15. junij 923 Ubit v bitki pri Soissonsu proti Karlu Preprostemu. Bil je edini frankovski kralj, ki je umrl v bitki. |

### Bosonidska dinastija (923–936)
| Portret | Ime                       | Vladanje                      | Nasledstvo                                         | Podrobnosti |
| ------- | ------------------------- | ----------------------------- | -------------------------------------------------- | --- |
|         | Rudolf Rodolphe ali Raoul | 15. junij 923– 14. januar 936 | Sin vojvode Riharda Burgundskega in zet Roberta I. | Od leta 921 vojvoda Burgundije. Umrl zaradi bolezni po stalnih vojnah z Vikingi. V korist Henrika I. Nemškega je izgubil Lotaringijo in Loreno. |

### Karolinška dinastija (936–987)
| Portret | Ime                | Vladanje                         | Nasledstvo                                                          | Podrobnosti                                      |
| ------- | ------------------ | -------------------------------- | ------------------------------------------------------------------- | ------------------------------------------------ |
|         | Ludvik Prekomorski | 19. junij – 10. september 954    | Sin Karla Preprostega, poklican v Francijo iz izgnanstva v Angliji. | * 921, † 10. september 954Umrl po padcu s konja. |
|         | Lotar Lothaire     | 10. september 954 – 2. marec 986 | Sin Ludvika IV.                                                     | * 941, † 2. marec 986Umrl naravne smrti.         |
|         | Ludvik V.          | 2. marec 986 – 22. maj 987       | Lotarjev sin.                                                       | * 967, † 22. maj 987Umrl v nesreči na lovu.      |

## Kapetinška dinastija (987–1792, 1814–1848)
Dinastija Kapetov je poimenovana po Robertincu Hugu Capetu, frankovskemu vojvodi, ki je bil leta 987 izvoljen za kralja. Razen Napoleona in njegovih potomcev so bili vsi francoski monarhi potomci Huga Capeta po moški liniji. Neposredni Capetovi potomci po očetovi liniji so vladali do 14. stoletja, potem pa je prestol prešel v hišo Valois, kadetsko vejo Kapetingov, ki je izhajala iz Filipa III. Prehodu je nasprotoval angleški kralj Edvard III. Plantagenet, ki se je prek svoje francoske matere Izabele razglasil za zakonitega kralja Francije. Začela se je stoletna vojna za oblast, v kateri je bil angleški kralj Henrik VI. nekaj časa delno priznan kot kralj Francije. 
Linija Valoijcev je izumrla  med francoskimi verskimi vojnami v poznem 16. stoletju. Nasledila jo je daljna sorodstvena hiša Bourbonov, potomcev Kapetinga Ludvika IX. Bourboni so vladali Franciji do odstavitve v francoski revoluciji, po padcu Napoleona pa so ponovno prišli na prestol. Zadnji Kapet, ki je vladal, je bil Ludvik Filip I., kralj Julijske monarhije (1830–1848), član kadetske hiše Burbonsko-Orléanskih.

### Kapetova hiša (987-1328)
Kapetova hiša se običajno imenuje Neposredni Kapetingi. 
| Portret | Ime                               | Grb                                                    | Vladanje                                | Nasledstvo | Podrobnosti |
| ------- | --------------------------------- | ------------------------------------------------------ | --------------------------------------- | --- | --- |
|         | Hugo Capet Hugues                 |                                                        | 1. junij 987 – 24. oktober 996          | Capeta je za kralja izvolilo frankovsko plemstvo. Bil je sin Huga Velikega in vnuk Roberta I. | * ok. 940, † 24. oktober 996Od leta 956 vojvoda Frankov. Umrl naravne smrti. |
|         | Robert Pobožni                    | 24. oktober 996 – 20. julij 1031                       | Edini sina Huga Capeta.                 | * ok. 970, † 20. julij 1031Poročen trikrat in zato izobčen iz katoliške cerkve. Priključil vojvodino Burgundijo.                                                                                 | |
|         | Hugo Veliki (mlajši kralj)        | 19. junij 1017 – 17. september 1025 (pod Robertom II.) | Sin Roberta II.                         | * ok. 1007, † 17. september 1025 | |
|         | Henrik I. Henri                   | 20. julij 1031 – 4. avugust 1060                       | Sin Roberta II.                         | * ok. 1005, † 4. avgust 1060 Njegovo vladavino so zaznamovali notranji spori s fevdalnimi gospodi.                                                                                               | |
|         | Filip Zaljubljeni Philippe        | 4. avgust 1060 – 29. julij 1108                        | Sin Henrika I.                          | * 1052, † 29. julij 1108Do leta 1066 vladal pod regentstvom Ane Kijevske in Balduina V., grofa Flandrije.                                                                                        | |
|         | Ludvik Debeli                     | 29. julij 1108 – 1. avgust 1137                        | Sin Filipa I.                           | * 1081, † 1. avgust 1137Njegova vladavina je prispevala k centralizaciji kraljeve oblasti. Prvi kralj, ki se je v anglo-francoskih vojnah vojskoval proti Angležem.                              | |
|         | Filip (mlajši kralj)              | 14. april 1129 – 13. okctober 1131 (pod Ludvikom VI.)  | Sin Ludvika VI.                         | * 29. avgust 1116, † 13. oktober 1131 | |
|         | Ludvik Mladi                      | 1. avugust 1137 – 18. september 1180                   | Sin Ludvika VI.                         | * 1120, † 18. september 1180Znan po rivalstvu s Henrikom II. Angleškim in vojaških pohodih med drugo križarsko vojno.                                                                            | |
|         | Filip II. Avgust Philippe Auguste |                                                        | 18. september 1180– 14. julij 1223      | Sin Ludvika VII. | * 21. avgust 1165, † 14. julij 1223Velja za enega največjih francoskih vladarjev. Prvi monarh, ki se je naslavljal "Kralj Francije".                                                                                             |
|         | Ludvik VIII. Lev                  | 14. julij 1223– 8. nNovember 1226                      | Sin Filipa II.                          | * 5. september 1187, † 8. november 1226Leta 1216 razglašen za kraja Anglije, čemur je sledila neuspela invazija na Anglijo.                                                                      | |
|         | Ludvik IX. Sveti                  | 8. november 1226– 25. avgust 1270                      | Sin Ludvika VIIII.                      | * 25. april 1214, † 25. avgust 1270Do leta 1234 vladal pod regentstvom Blanke Kastiljske. Umrl v osmi križarski vojni. Edini francoski vladar, ki ga je katoliška cerkev razglasila za svetnika. | |
|         | Filip III. Drzni Philippe         | * 25. avgust 1270– 5. oktober 1285                     | Sin Ludvika IX.                         | * 3. april 1245, † 5. oktober 1285Zelo razširil francoski vpliv v Evropi. Umrl zaradi vročice.                                                                                                   | |
|         | Filip IV. Pošteni Philippe        |                                                        | 5. oktober 1285 – 29. november 1314     | Sin Filipa III. | * 1268, † 29. november 1314Od 16. avgusta 1284 po poroki z Ivano Navarsko kralj Navare kot Filip I. Znan po svojih sporih z rimskimi papeži in utrditvi kraljeve oblasti, ki je pripomogla k zmanjšanju vpliva fevdalne gospode. |
|         | Ludvik X. Prepirljivi             | 29. november 1314– 5. junij 1316                       | Sin Filipa IV.                          | * 3. oktober 1289, † 5. junij 1316Od 2. aprila 1305 kralj Navare kot Ludvik I. Njegovo kratko vladavino so zaznamovali konflikti s plemstvom.                                                    | |
|         | Ivan I. Posmrtni Jean             | 15.–19. november 1316                                  | Posmrtni sin Ludvika X.                 | Kot kralj je živel samo štiri dni. Najmlajši in najkrajše vladajoči monarh v ftrancoski zgodovini.                                                                                               | |
|         | Filip V. Visoki Philippe          | 20. november 1316– 3. januar 1322                      | Sin Filipa IV. in stric Ivana I.        | * 1293/1294, † 3. januar 1322Kralj Navare kot Filip II. Umrl brez moškega potomca. | |
|         | Karel IV. Pošteni                 | 3. januar 1322– 1. februar 1328                        | Sin Filipa IV. in mlajši brat Filipa V. | * 1294, † 1. februar 1328Kralj Navare kot Karel I. Umrl brez moškega potomca, s čimer se je končala neposredna linija Kapetingov.                                                                | |

## Valoijci(1328-1589)
S smrtjo Karla IV. se je začela stoletna vojna za francoski prestol med hišama Valois in Plantagenet. Zahtevo Plantagenetov je za njimi prevzela njihova kadetska veja Lancaster. Valoijci so zahtevali pravico do dedovanja po moški primogenituri, skladno s starodavnim zakonikom Salijskih Frankov (Lex Salica), saj so imeli najbližjo izključno moško linijo do umrlega francoskega kralja. Izhajali so iz Karla, grofa Valoisa, tretjega sina Filipa III. Plantageneti so svojo trditev utemeljevali s tem, da so najbližji sorodniki francoskega kralja Edvarda III. Angleškega, ki je bil po materi Izabeli vnuk Filipa IV.
V stoletni vojni so bili Valoijci na koncu uspešnejši in francosko zgodovinopisje njihove vladarje šteje za zakonite kralje. De iure je po Troyskem sporazumu, ki je bila podlaga za nadaljnje angleške zahteve po francoskem prestolu do leta 1801, franciji vladal Plantagenet Henrik VI. Valoijci so v Franciji vladali do izumrtje linije leta 1589 v ozadju francoskih verskih vojn.  

### Glavna veja (1328-1498)
| Portret | Ime                                        | Grb                              | Vladanje                                            | Nasledstvo | Podrobnosti |
| ------- | ------------------------------------------ | -------------------------------- | --------------------------------------------------- | --- | --- |
|         | Filip VI. Srečni Philippe                  |                                  | 1. april 1328 – 22. avgust 1350                     | Sin Karla, grofa Valoisa, vnuk Filipa III. in bratranec Karla IV.                                                            | * 1293, † 22. avugust 1350Med njegovim vladanjem so dominirali spori za nasledstvo, ki so privedli do stoletne vojne.                                                       |
|         | Ivan II. Dobri Jean                        | 22. avugust 1350 – 8. april 1364 | Sin Filipa VI.                                      | * april 1319, † 8. april 1364V bitki pri Poitiersu so ga Angleži ujeli in ga prisilili v podpis niza ponižujočih sporazumov. | |
|         | Karel V. Modri                             |                                  | 8. april 1364– 16. september 1380                   | Sin Ivana II., 16. julija 1349 imenovan za kronskega princa.                                                                 | * 21. januar 1337, † 16. september 1380Njegovo vladavino je zaznamoval notranji boj proti fevdalcem.                                                                        |
|         | Karel VI. Nori ali Ljubljeni               |                                  | 16. september 1380– 21. oktober 1422                | Sin Karla V. | * 3. december 1368, † 21. oktober 1422Do leta 1388 vladal pod regentstvom svojih stricev.Dolgo trpel za duševno boleznijo, preden je umrl naravne smrti.                    |
|         | Henrik VI. Angleški (pretendent)           |                                  | 21. oktober 1422– 19. oktober 1453 (sporen; 31 let) | Po materini strani vnuk Karla VI., priznan za naslednika s sporazumov v Troyesu 21. maja 1420.                               | * 6. december 1421, † 21. maj 1471Kralj Anglije od 1. septembra 1422. Do leta 1437 vladal pod več regenti.                                                                  |
|         | Karel VII. Zmagoviti ali Dobri             |                                  | 21. oktober 1422 – 22. julij 1461                   | Sin Karla VI. in stric Henrika VI. Angleškega. Aprila 1417 imenovan za kronskega princa Francije.                            | * 22. februar 1403, † 22. julij 1461Med njegovim vladanjem se je končala stoletna vojna.                                                                                    |
|         | Ludvik XI. Preudarni ali Univerzalni pajek |                                  | 22. julij 1461 – 30. avgust 1483                    | Sin Karla VII. | * 3. julij 1423, † 30. avgust 1483Njegovo vladanje je okrepilo in razširilo kraljevo moč. Vzdevek Univerzalni pajek je dobil zaradi številnih spletk med njegovo vladavino. |
|         | Karel VIII. Prijazni                       |                                  | 30. avgust 1483 – 7. april 1498                     | Sin Ludvika XI. | * 30. junij 1470, † 7. april 1498Do leta 1492 vladal pod regentstvom svoje sestre Ane. Začel dolge in neuspešne italijanske vojne. Umrl po udarcu z glavo v preklado.       |

### Veja Valois-Orléans(1498-1515)
| Portret | Ime                     | Grb | Vladanja                       | Nasledstvo                                                         | Podrobnosti                                                                                           |
| ------- | ----------------------- | --- | ------------------------------ | ------------------------------------------------------------------ | --- |
|         | Ludvik XIII. Oče naroda |     | 7. april 1498 – 1. januar 1515 | Pravnuk Karla V. Drugi bratranec in v prvem zakonu zet Ludvika XI. | * 27. junij 1462, † 1. januar 1515Za nekaj časa okupiral Neapeljsko kraljestvo in Milansko vojvodino. |

#### Hiša Valois-Angoulême (1515–1589)
| Portret | Ime                | Grb                               | Vladanje                                                | Nasledstvo | Podrobnosti |
| ------- | ------------------ | --------------------------------- | ------------------------------------------------------- | --- | --- |
|         | Franc I. François  |                                   | 1. januar 1515 – 31. marec 1547                         | Prapravnuk Karla V. Prvi bratranec in v prvem zakonu zet Ludvika XII. | * 12. september 1494, † 31. marec 1547Renesančni pokrovitelj umetnosti in učenosti. Umrl zaradi vročice.                                                                               |
|         | Henrik II. Henri   | 31. marec 1547 – 10. julij 1559   | Sin Franca I. Avgusta 1536 imenovan za dofena Francije. | * 31. marec 1519, † 10. julij 1559Med njegovo vladavino so se končale italijanske vojne. Umrl potem ko je bil po nesreči zaboden na viteškem turnirju.                                                                                           | |
|         | Franc II. François | 10. julij 1559 – 5. december 1560 | Sin Henrika II.                                         | * 20. januar 1544, † 5. december 1560Od 24. aprila 1558 kralj soprog Škotske. Šibak bolehen fant, ki je bil do prerane smrti por regentstvom hiše Guise.                                                                                         | |
|         | Karel IX.          | 5. december 1560 – 30. maj 1574   | Mlajši brat Franca II.                                  | * 27. junij 1550, † 30. maj 1574Do leta 1563 vladal pod regentstvom svoje matere Katarine Medičejske in do svoje smrti ostal pod njenim vplivom. Med njegovo vladavino so se leta 1562 začele verske vojne. Najbolj znan je po pokolu v Vassyju. | |
|         | Henrik III. Henri  |                                   | * 30. maj 1574 – 2. avgust 1589                         | Mlajši brat Franca II. in Karla IX. V sorodu s češkimi in poljskimi monarhi. | * 19. september 1551, † 2. avgust 1589Sprva vladar poljsko-litovske Republike obeh narodov. Vladal je med uničujočimi francoskimi vojnami, ki so nazadnje privedle do njegovega umora. |

### Burboni (1589-1792)
Linija Valois je bila ob smrti Henrika II. videti močna, saj je zapustil štiri moške dediče. Njegov prvi sin, Franc II., je umrl že mladoleten, drugi sin, Karel IX., pa ni imel zakonitih sinov, ki bi lahko podedovali prestol. Po prezgodnji smrti njegovega četrtega sina Herkula Franca in atentatu na njegovega tretjega sina, Henrika III., je dinastija ostala brez moških potomcev. Francija  je bila pahnjena v nasledstveno krizo, v kateri naj bi prestol podedoval eden od daljnih sorodnikov. Najboljši kandidat je bil navarski kralj Henrik III., ki je bil protestant in zato nesprejemljiv za večino francoskega plemstva. 
Henrik III. se je po zmagi v številnih bitkah v obrambo svoje zahteve po prestolu spreobrnil v katolištvo in bil okronan za francoskega kralja Henrika IV., ustanovitelje hiše Bourbon. Prestola Navare in Francije sta bila ponovno združena pod enim monarhom, saj sta se zaradi različnih zakonov o dedovanju med stoletno vojno ločila. Burbonska hiša je bila med francosko revolucijo strmoglavljena in nadomeščena s kratkotrajno republiko. 
| Portret | Ime                             | Grb                               | Vladanje                                            | Nasledstvo | Podrobnosti |
| ------- | ------------------------------- | --------------------------------- | --------------------------------------------------- | --- | --- |
|         | Karel X. (kandidat)             |                                   | 2. avgust 1589 – 9. maj 1590                        | Pravnuk Ludvika IX. Za kralja ga je razglasila francoska Katoliška liga kot nasprotnika Henrika III. Navarskega.                                                        | * 22. december 1523, † 9. maj 1590Henrik III. ga je 23. decembra 1588 aretiral in ga skozi celo kardinalovo "vladavino" obdržal v ujetništvu. Umrl naravne smrti.          |
|         | Henrik IV. Henri                |                                   | 2. avugust 1589 – 14. maj 1610                      | 10. generacija potomcev Ludvika IX. Nečak kardinala Karla in v prvem zakonu zet Henrika II. Za kralja razglašen ob smrtni postelji Henrika III.                         | * 13. december 1553, † 14. maj 1610 Od 10. junija 1572 kralj Spodnje Navare kot Henrik III. 14. maja 1610 ga je v Parizu ubil katoliški verski fanatik François Ravaillac. |
|         | Ludvik XIII. Ljubljeni          | 14. maj 1610 – 14. maj 1643       | Sin Henrika IV.                                     | * 27. september 1601, † 14. maj 1643Zadnji kralj Spodnje Navare (kot Ludvik I.). Umrl naravne smrti.                                                                    | |
|         | Ludvik XIV Veliki, sončni kralj | 14. maj 1643 – 1. september 1715  | Sin Ludvika XIII.                                   | * 5. september 1638, † 1. september 1715Do leta 1651 vladal pod regentstvom svoje matere Ane Avstrijske. Bil je najdlje vladajoči francoski monarh.                     | |
|         | Ludvik XV. Ljubljeni            | 1. september 1715 – 10. maj 1774  | Pravnuk Ludvika XIV.                                | * 15. februar 1710, † 10. maj 1774 Do leta 1723 vladal pod regentstvom Filipa II. Burbonsko-Orléanskega.                                                                | |
|         | Ludvik XVI.                     | 10. maj 1774 – 21. september 1792 | Vnuk Ludvika XV.                                    | * 23. avgust 1754, † 21. januar 1793Po letu 1789 je bil prisiljen ustanoviti Ustavni kabinet. Po razglasitvi Francoske prve republike odstavljen in nato javno usmrčen. | |
|         | Ludvik XVII. (pretendent)       | 21. januar 1793 – 8. junij 1795   | Sin Ludvika XVI., imenovan za dofena 4. junija 1789 | * 27. marec 1785, † 8. junij 1795 Med vstajo 10. avgusta 1792 so ga revolucionarne sile 13. avugusta 1792 aretirale. V uhetništvu je ostal celo svojo vladavino.        | |

## Dolgo devetnajsto stoletje (1792–1870)
Obdobje, znano kot dolgo devetnajsto stoletje, je bilo burno obdobje francoske zgodovine. Na splošno velja, da se je začelo s francosko revolucijo, ki je odstavila in nato usmrtila kralja Ludvika XVI. Rojalisti so za vladarja Francije še naprej priznavali njegovega sina Ludvika XVII. Revolucionarji so kraljeviča aretirali in je v ujetništvu umrl, na da bi kdaj vladal. Republikanska vlada je šla skozi več sprememb v obliki in ustavi, dokler ni bila Francija po vzponu prvega konzula Napoleona Bonaparteja razglašena za imperij. Napoleon je bil razglašen za cesarja Napoleona I. in bil po vojaških porazih med napoleonovimi vojnami  dvakrat strmoglavljen. 
Napoleonskemu obdobju sta sledili dve različni kraljevi vladi: bourbonska restavracija, v kateri sta zaporedoma vladala mlajša brata Ludvika XVI., in julijska monarhija, v kateri je vladal Ludvik Filip I., daljni bratranec obeh kraljev, ki je trdil, da je potomec Ludvika XIII. Francoska revolucija leta 1848 je ponovno končala monarhijo in vzpostavila kratko Drugo republiko, ki je trajala štiri leta, preden se je njen predsednik razglasil za cesarja Napoleona III. Slednji je bil odstavljen in ga je zamenjala ga je Tretja republika, s katero se je za vedno končala monarhična vladavina v Franciji.

### Bonaparti, Prvo francosko cesarstvo (1804–1814)
| Portret | Ime                     | Grb                | Vladanje                     | Nasledstvo | podrobnosti |
| ------- | ----------------------- | ------------------ | ---------------------------- | --- | --- |
|         | Napoleon I              |                    | 18. maj 1804 – 2. april 1814 | Prvi konzul Francoske republike po državnem udaru 19. novembra 1799; samooklicani francoski cesar.                  | * 15. avgust 1769, † 5. maj 1821 Napoleon je v nizu napoleonskih vojn osvojil veliko držav. Bil eden od največjih vojaških poveljnikov vseh časov. Po nizu porazov je bil v odsotnosti odstavljen in izgnan na otok Elba. |
|         | Napoleon II. (kandidat) | 4. – 6. april 1814 | Sin Napoleona I.             | * 20. marec 1811, † 22. julij 1832Imenovan po želji Napoleona I. in nikoli priznan niti od koalicije niti v senatu. | |

### Burboni, prva vrnitev (1814–1815)
| Portret | Ime                   | Grb | Vladanje                                 | Nasledstvo | podrobnosti |
| ------- | --------------------- | --- | ---------------------------------------- | --- | --- |
|         | Ludvik XVIII. Željeni |     | 3. maj 1814 – 20. marec rch 1815 (prvič) | Mlajši brat Ludvika XVI., razglašen za kralja junija 1795. Dinastija je bila restavrirana s pomočjo drugih evropskih vladarskih hiš, ki so odstavile Napoleona I. | * 17. november 1755, † 16. september 1824Pobegnil iz Francije 21. junija 1791 in ponovno marca 1815 po Napoleonovi vrnitvi. |

### Sto dni Bonapartov (1815)
| Portret | Ime                     | Grb                       | Vladanje                   | Nasledstvo | podrobnosti |
| ------- | ----------------------- | ------------------------- | -------------------------- | --- | --- |
|         | Napoleon I.             |                           | 20. marec – 22. junij 1815 | Vrnjen na prestol po pobegu z Elbe s pomočjo francoske vojske. | * 15. avgust 1769, † 5. maj 1821 Po porazu v bitki pro Waterlooju odstopil v korist svojega sina. Izgnan na otok Sveta Helena, kjer je umrl zaradi bolezni želodca. |
|         | Napoleon II. (kandidat) | 22. junij – 7. julij 1815 | Sin Napoleona I.           | * 20. marec 1811, † 22. julij 1832 Koalicija ga ni priznala za kralja. Celo "vladavino" je skupaj s svojo materjo Marijo Luizo preživel skrit v Avstriji, kjer je nekaj let kasneje umrl zaradi tuberkuloze. | |

### Bourboni, druga vrnitev (1815–1830)
| Portret | Ime                        | Grb                                | Vladanje                                   | Nasledstvo | Podrobnosti |
| ------- | -------------------------- | ---------------------------------- | ------------------------------------------ | --- | --- |
|         | Ludvik Željeni             |                                    | 8. julij 1815 – 16. september 1824         | Mlajši brat Ludvika XVI. Vrnjen na prestol. | * 17. november 1755, † 16. september 1824 Poskušal vladati v ustavni monarhiji. Zadnji francoski monarh, ki je umrl med svojim vladanjem. |
|         | Karel X.                   | 16. september 1824– 2. avgust 1830 | Mlajši brat Ludvika XVI. in Ludvika XVIII. | * 9. oktober 1757, † 6 november 1836Voditelj ultra rojalistov. Poskušal vrniti stari režim. Po julijski revoluciji odstopil v korist svojega vnuka Henrika. | |
|         | Ludvik XIX. (?) (kandidat) | 2. avgust 1830                     | Sin Karla X.                               | * 6. avgust 1775, † 3. junij 1844Kraljeval samo dvajset minut.                                                                                              | |
|         | Henrik V. (kandidat)       | 2.–9. avgust 1830                  | Vnuk Karla X.                              | * 29. september 1820, † 24. avgust 1883Zadnji pretendent za francoski prestol iz glavne linije. Umrl v izgnanstvu nekaj let kasneje.                        | |

### Burbonsko-Orléanski, Julijska monarhija (1830–1848)
Restavracija Bourbonov se je končala z julijsko revolucijo leta 1830, ki je odstavila Karla X. in ga nadomestila z Ludvikom Filipom I., kraljevim daljnim sorodnikom z bolj liberalno politiko. Sin Karla X. Ludvik je šele po dvajsetminutnem prepiru z očetom podpisal listino, s katero se odpoveduje svoji pravici do prestola. Ker ni bil nikoli okronan, je sporen kot pravi francoski kralj. Nekateri so za kralja šteli tudi Henrika V., vendar novi režim ni priznal njegovih zahtev in ni nikoli vladal. 
Karel X. je imenoval Ludvika Filipa za generalnega poročnika kraljestva, regenta mladega Henrika V., in želel, da bi ga vnuk nasledil v Poslanski zbornici, takratnemu spodnjemu domu francoskega parlamenta, francoskemu ekvivalentu takratnega spodnjega doma britanskega parlamenta. Ludvik Filip imenovanja ni sprejel, da bi povečal svoje možnosti za vzpon na prestol. Posledično in ker so se francoski parlamentarci zavedali njegove liberalne politike in njegove priljubljenosti med francoskim prebivalstvom, so za novega francoskega kralja razglasili Ludvika Filipa in s tem izpodrinili višjo vejo Burbonske hiše.
| Portret | Ime                               | Grb                  | Vladanje                         | Nasledstvo | Podrobnosti |
| ------- | --------------------------------- | -------------------- | -------------------------------- | --- | --- |
|         | Ludvik Filip I. "meščanski kralj" |                      | 9. avgust 1830– 24. februar 1848 | Šesta generacija potomcev Ludvika XIII. in daljni sorodnik Karla X. Za kralja ga je razglasila francoska Poslanska zbornica po odstopu Karla X. med julijsko revolucijo.                                                | * 6. oktober 1773, † 26. avgust 1850Naslavljal se je s "kralj Francozov". Po uradni razglasitvi Druge francoske republike je bil formalno odstavljen. Odstopil v korist svojega vnuka. |
|         | Ludvik Filip II. (kandidat)       | 24.–26. februar 1848 | Vnuk Ludvika Filipa I.           | * 24. avgust 1838, † 8. september 1894Za svojega naslednika ga je izbral Ludvik Filip I., vendar ga parlament ni potrdil in namesto tega razglasil Drugo francosko republiko. Kasneje je ponovno kandidiral za prestol. | |

### Bonaparti, Drugo francosko cesarstvo (1852–1870)
Druga francoska republika je trajala od leta 1848 do 1852, ko je bil njen predsednik Karel Ludvik Napoleon Bonaparte razglašen za cesarja Francozov pod vladarskim imenom Napoleon III. Kasneje je bil med francosko-prusko vojno strmoglavljen in postal zadnji monarh, ki je vladal Franciji. 
| Portret | Ime           | Grb | Vladanje                            | Nasledstvo | Podrobnosti |
| ------- | ------------- | --- | ----------------------------------- | --- | --- |
|         | Napoleon III. |     | 2. december 1852– 4. september 1870 | Nečak Napoleona I. Na predsedniških volitvah leta 1848 je bil izvoljen za predsednika Francoske republike. Po državnem udaru leta 1851 se je razglasil za cesarja. | * 20. april 1808, † 9. januar 1873Po bitki pri Sedanu ga je nemška vojska po razglasitvi Tretje francoske republike 2. septembra 1870 v odsotnosti odstavila. |

Kronologija se nadaljuje kot seznam francoskih predsednikov.

## Kasnejši pretendenti
Različni pretendenti, potomci prejšnjih monarhov, trdijo, da so zakoniti monarhi Francije in zavračajo trditve predsednikov Francije, da ni tako. 
- Legitimistični kandidati za francoski prestol so potomci Ludvika XIV. preko višje veje hiše Bourbon, ki na podlagi primogeniture zahtevajo prednost pred hišo Bourbon-Orléans. Kandidati so od leta 1883  razdeljeni na dve frakciji, saj je Henrik V. umrl brez dedičev, njegov naslednik na čelu hiše Bourbonov pa je bil španski Bourbon. Težava je v tem, da  se je španski kralj Filip V., tudi iz hiše Bourbonov, z Utrechtskim mirom sam in v imenu svojih potomcev odrekel francoskemu prestolu, da ne bi ista oseba vladala hkrati Španiji in Franciji. Prva frakcija legitimističnih kandidatov so unionisti, ki priznavajo določbe Utrehtskega miru in špansko vejo diskvalificirajo iz nasledstva. Druga frakcija  vztraja, da mora biti kandidat za prestol po primogenituri iz španske veje Bourbonov, ne glede na špansko odpoved.
- Orléanistični kandidati za francoski prestol so potomci Ludvika Filipa iz mlajše linije Bourbonov. Slednji zavračajo vse voditelje države po letu 1848 in trdijo, da je kralj Ludvik Filip pridobil legitimnost prek ljudske volje, ko so ga predstavniki ljudstva  v francoskem parlamentu priznali za kralja, pri čemer so Francozi v dveh revolucijah zavrnili in strmoglavili Bourbone.
- Bonapartistični kandidati za francoski prestol so potomci Napoleona I. in njegovih bratov, ki zavračajo vse voditelje države v letih 1815–1848 in po letu 1870. Trdijo, da se mora cesarski prestol vrniti v hišo Bonaparte, saj so njihove cesarje izbrali ljudje neposredno na referendumih, kar jim je dalo popolno legitimnost. Tako Bourboni kot Orléansi so bili zavrnjeni in odstavljeni, Bonaparti pa so bili odstavljeni zgolj zaradi vmešavanja tujih sovražnikov in ne po volji ljudstva. Tretja republika, prvotno mišljena kot začasni režim pred vrnitvijo prestola Orléansom ali Bourbonom, ni nikoli zaživela.
- Angleški kandidati za francoski prestol so kralji Anglije in pozneje Velike Britanije. Prestolu se je po združitvi z Irsko leta 1800 odrekel hannovrski kralj Jurij III.
- Jakobitski kandidati za francoski prestol so  dediči angleškega kralja Edvarda III., ki ne zahtevajo samo francoskega prestola, ampak tudi Anglijo, Škotsko in Irsko.

### Kronanja
1. ↑  Karel II. ke bil kronan za cesarja 25. decembra 875. Za kasnejše francoske in nemške cesarje glej Sveti rimski cesar.
2. ↑  Ludvik III. in Karlman II. sta bila kronana septembra  879.[6]
3. ↑  Ludvik III. in Karlman II. sta bila kronana septembra  879.[6]
4. ↑  Karel Debeli je bil kronan najverjetneje 20. maja 885.[17] Takrat je bil že od 28. avgusta 876 kralj Vzhodne Frankovske. 12. februarja 881  le bil kronana tudi za cesarja.[18]
5. ↑  Odo je bil kronan 29. februarja 888 in ponovno 13. novembra 888.[22]
6. ↑  Karel III. je bil okronan 28. januarja 893.
7. ↑  Robert I. je bil okronan 30. junija 922.[28]
8. ↑  Rudolf je bil okronan 13. julija 923.
9. ↑  Ludvik IV. je bil kronan 19. junija 936 po kratkem medvladju po Rudolfovi smrti.
10. ↑  Lotar je bil okronan 12. novembra 954.
11. ↑  Ludvik V. je bil kronan 8. junija 979.
12. ↑  Hugo je bil izvoljen in okronan za kralja 1. junija 987 v Noyonu. Ponovno ga je 3. julija v Parizu okronal nadškof Reimsa. Slednji datum običajno velja za "uradni" začetek dinastije Kapetov.[36]
13. ↑  Robert II. Pobožni je bil okronan 30. decembra 987.[36]
14. ↑  Henrik I. je bil kronan 14. maja 1027.
15. ↑  Filip I. je bil kronan 23. maja 1059.
16. ↑  Ludvik VI. je bil okronan 3. avgusta 1108.
17. ↑  Ludvik VII. je bil okronan že kot otrok 25. oktobra 1131 in ponovno 25. decembra 1137 skupaj z Eleonoro Akvitansko.
18. ↑  Filip II. je bil okronan 1. novembra 1179.
19. ↑  Ludvik VIII. je bil okronan 6. avgusta 1223.
20. ↑  Ludvik IX. je bil okronan 29. novembra 1226.
21. ↑  Filip III. je bil okronan 30. avgusta 1271.
22. ↑  Filip IV. je bil okronan 6. januarja 1286.
23. ↑  Ludvik X. je bil okronan 24. avgusta 1315.
24. ↑  Filip je bil okronan 9. januarja 1317[n]
25. ↑  Karel IV. je bil okronan 21. februarja 1322.
26. ↑  Filip VI. je bil okronan 29. maja 1328.
27. ↑  Ivan II. je bil okronan 26. septembra 1350.
28. ↑  Karel V. je bil okronan 19. maja 1364.
29. ↑  Karel VI. je bil okronan 4. novembra 1380.
30. ↑  Henrik je bil kot Henrik II. okronan 16. decembra 1431 v stolnici Notre-Dame v Parizu.
31. ↑  Karel VII. je bil okronan 17. julija 1429.
32. ↑  Ludvik XI. je bil okronan 15. avgusta 1461.
33. ↑  Karel VIII. je bil okronan 30. maja 1484.
34. ↑  LUdvik XII. je bil okronan 27. maja 1498.
35. ↑  Franc I. je bil okronan 25. januarja 1515.
36. ↑  Henrik II. je bil okronan 26. julija 1547.
37. ↑  Franc II. je bik okronan 18. septembra 1559.
38. ↑  Karel IX. je bil okronan 15. maja 1561.
39. ↑  Henrik III. je bil okronan 13. februarja 1575.
40. ↑  Henrik IV. je bil okronan 27. februarja 1594.
41. ↑  Ludvik XIII. je bil okronan 17. oktobra 1610.
42. ↑  Ludvik XIV. je bil okronan 7. junija.
43. ↑  Ludvik XV. je bil okronan 25. oktobra 1722.
44. ↑  Ludvik XVI. je bil okronan 11. junija 1775.
45. ↑  Napoleon I. je bil okronan 2. decembra 1804.
46. ↑  Ludvik XVIII. se je odločil, da se ne bo okronal.
47. ↑  Karel X. je bil okronan 29. maja 1825 in neuspešno poskušal oživiti srate monarhistične običaje.
48. ↑  Ludvik Filip I. se je odločil, da ne bo imel kronanja.
49. ↑  Kronanje Napoleona III. je bilo načrtovano, a nikoli izvršeno.

### Glavna literatura
- de Wailly, E. (1838). »Liste Chronologique des rois de France«. Eléments de paléographie. Zv. 1. Ghent University. Arhivirano iz spletišča dne 29. marca 2022. Pridobljeno 10. aprila 2022.
- Jacquin, Emmanuel (2000), Les Tuileries, Du Louvre à la Concorde, Editions du Patrimoine, Centres des Monuments Nationaux, Paris. (ISBN 978-2-85822-296-4)
- Encyclopædia Britannica Online
- Humphreys, A.L. (1907). The Kings of France, their Wives and Mistresses. London. ASIN B004Z0M2K2. OCLC 1047511953.
- McCarty, L. P. (1890). »France«. The Annual Statistician and Economist. Harvard University: Pacific Press Publishing Company. str. 327–332. Arhivirano iz spletišča dne 25. marca 2022. Pridobljeno 10. aprila 2022.
- Peignot, Gabriel (1819). Abrégé de l'histoire de France (v francoščini). Harvard University. Arhivirano iz spletišča dne 26. marca 2022. Pridobljeno 10. aprila 2022.
- Thoison, E. (1888). »Table Chronologique«. Les séjours des rois de France: 481–1789. Société historique et archéologique du Gâtinais. Bibliothèque nationale de France. Arhivirano iz spletišča dne 13. marca 2022. Pridobljeno 14. marca 2022.

### Sekundarna literatura
- Alcan, Félix (1892). Revue historique (v francoščini). Zv. 40. Arhivirano iz spletišča dne 31. marca 2022. Pridobljeno 10. aprila 2022.
- Blanc, Louis (1848). France Under Louis Philippe. Prevod: Walter Kelly. Arhivirano iz spletišča dne 13. marca 2022. Pridobljeno 14. marca 2022.
- Bodin, Felix (1840). Resumé de l'histoire de France. London: Joseph Rickerby. str. 43. Arhivirano iz spletišča dne 13. marca 2022. Pridobljeno 14. marca 2022.
- Bradford, James C. (2004). International Encyclopedia of Military History. Routledge. ISBN 9781135950347. Arhivirano iz spletišča dne 8. aprila 2022. Pridobljeno 10. aprila 2022.
- Brownell, Henry (1854). »The Rulers of France«. The People's Book of Ancient and Modern History. Dayton & Wentworth. Arhivirano iz spletišča dne 14. marca 2022. Pridobljeno 14. marca 2022.
- Brunel, G. (2007). »Les cisterciens et Charles V«. Société de l'histoire de France: 67–92. JSTOR 23408518. Arhivirano iz spletišča dne 13. marca 2022. Pridobljeno 10. aprila 2022.
- Castelot, André (1988). Charles X. Librairie Académique Perrin. ISBN 2-262-00545-1.
- Curry, Anne (1993). The Hundred Years War. Macmillan. ISBN 9781349227112. Arhivirano iz spletišča dne 8. aprila 2022. Pridobljeno 10. aprila 2022.
- Champion, Honoré (1976). Robert Ier et Raoul de Bourgogne. Slatkine. str. 9–11. Arhivirano iz spletišča dne 25. marca 2022. Pridobljeno 10. aprila 2022.
- Dutton, Paul E. (1994). The Politics of Dreaming in the Carolingian Empire. University of Nebraska Press. str. 227. ISBN 9780803216532. Arhivirano iz spletišča dne 26. marca 2022. Pridobljeno 10. aprila 2022.
- Holoman, D. Kern (2004). The Société Des Concerts Du Conservatoire, 1828–1967. University of California Press. ISBN 9780520236646. Arhivirano iz spletišča dne 13. marca 2022. Pridobljeno 14. marca 2022.
- Knecht, Robert (2007). The Valois: Kings of France. A&C Black. ISBN 9781852855222.
- Knecht, Robert (2016). Hero or Tyrant? Henry III, King of France. Routledge. ISBN 9781317122142. Arhivirano iz spletišča dne 26. marca 2023. Pridobljeno 14. aprila 2022.
- McKitterick, Rosamond (1995). The New Cambridge Medieval History. Zv. 2. Cambridge University Press. str. 137. ISBN 9780521362924. Arhivirano iz spletišča dne 23. julija 2023. Pridobljeno 14. marca 2022.
- MacLean, Simon (2003). Charles the Fat and the End of the Carolingian Empire. Cambridge University Press. ISBN 9781139440295.
- Jackson, Richard A. (1995). Ordines Coronationis Franciae. University of Pennsylvania Press. ISBN 9781512821604. JSTOR j.ctt1kgqwvd. Arhivirano iz spletišča dne 26. marca 2023. Pridobljeno 14. aprila 2022.
- Havet, Julien (1891). »Les couronnements des rois Hugues et Robert«. Revue historique. 45: 290–297. JSTOR 40939391. Arhivirano iz spletišča dne 13. marca 2022. Pridobljeno 14. marca 2022.
- Wellman, Kathleen (2013). Queens and Mistresses of Renaissance France. Yale University Press. ISBN 9780300178852. Arhivirano iz spletišča dne 13. marca 2022. Pridobljeno 14. marca 2022.